# Джураева, Буальма
Буальма Джураева (род. 1935 год) — прядильщица Ташкентского текстильного комбината Министерства лёгкой промышленности Узбекской ССР. Герой Социалистического Труда (1971).
Во время Великой Отечественной войны воспитывалась в детском доме.
В 1952 году устроилась на работу на Ташкентский текстильный комбинат.
Работала в составе молодёжно-комсомольской бригады ткачих. Достигла высоких результатов при обслуживании ткацких станков. При плановых 1160 обслуживала 2400 веретён и при плановых ежедневных 100—120 килограмм пряжи использовала в производстве 240—250 килограмм пряжи. В 1970 году досрочно выполнила личные социалистические обязательства и производственные задания Восьмой пятилетки (1966—1970). 
Указом Президиума Верховного Совета СССР от 5 апреля 1971 года «за выдающиеся успехи в досрочном выполнении заданий пятилетнего плана и большой творческий вклад в развитие производства тканей, трикотажа, обуви, швейных изделий и другой продукции легкой промышленности» удостоена звания Героя Социалистического Труда с вручением ордена Ленина и золотой медали «Серп и Молот».
С 1983 года мастер производственного обучения в базисном ПТУ.
Избиралась делегатом XXIV съезда КПСС. 